# Saint-Hilaire-de-Lusignan
Saint-Hilaire-de-Lusignan település Franciaországban, Lot-et-Garonne megyében. Lakosainak száma 1509 fő (2022. január 1.). Saint-Hilaire-de-Lusignan Madaillan, Sérignac-sur-Garonne, Clermont-Dessous, Colayrac-Saint-Cirq, Lusignan-Petit és Montesquieu községekkel határos.

## Népesség
A település népessége az elmúlt években az alábbi módon változott:
| Lakosok száma | 666  | 1092 | 1204 | 1358 | 1458 | 1505 | 1491 | 1491 | 1496 | 1509 |
|               | 1968 | 1982 | 1990 | 2006 | 2013 | 2015 | 2017 | 2019 | 2020 | 2022 |